# Darlene Conley
Pour les articles homonymes, voir Conley.
Darlene Conley (18 juillet 1934 à Chicago — 14 janvier 2007 à Los Angeles) est une actrice américaine. Elle est connue pour ses participations à des séries télévisées, dont The Bold and the Beautiful (dans la Francophonie, Top Models, Top Modèles ou Amour, gloire et beauté) où elle a joué le rôle de Sally Spectra, la directrice de la maison de couture "Spectra", de décembre 1988 jusqu'à sa mort.
En 1981 elle joue dans un épisode de la série télévisée La Petite Maison dans la prairie, saison 8, épisode 5 (Sagesse (A Wiser Heart)) : Mrs. Pierce.
En automne 2006, on lui diagnostiqua un cancer de l'estomac. Les producteurs pensaient intégrer sa maladie dans le scénario de la série mais elle est décédée en janvier 2007, quelques mois seulement après la découverte de son cancer.

## Filmographie
- Les Oiseaux (The birds) : Une serveuse